# Callipogonius cornutus
Callipogonius cornutus là một loài bọ cánh cứng trong họ Cerambycidae.